# Osredek pri Zrečah
Osredek pri Zrečah je naselje u slovenskoj Općini Zreču. Osredek pri Zrečah se nalazi u pokrajini Štajerskoj i statističkoj regiji Savinjskoj. 

## Stanovništvo
Prema popisu stanovništva iz 2002. godine naselje je imalo 122 stanovnika.